# Burgwall Hungerstorf
Der Burgwall von Hungerstorf, einem Ortsteil der Gemeinde Faulenrost im Landkreis Mecklenburgische Seenplatte, ist ein slawischer Burgwall an der Landstraße von Schwabendorf nach Hungerstorf. 
Die Niederungsburg lag an der Kittendorfer Peene und gehört in die frühslawische Zeit des 9. Jahrhunderts. Durch die Nutzung als Weidefläche ist die Burg schon stark in Mitleidenschaft gezogen worden. Die einstige Wallburg ist als solche kaum noch im Gelände erkennbar. Die hufeisenförmige Burgfläche war über 150 Meter groß und lag damals etwa in der Mitte einer großen Talsandinsel, umgeben von sumpfigen Wiesen. Es ist daher anzunehmen, dass der einstige Zugang zur Befestigung in Form einer Holzbrücke erfolgte. In der damaligen Zeit lag der Burgwall im Stammesgebiet der Wilzen und stellte eine Zufluchtstätte in Notzeiten dar. Etwas weiter südöstlich liegt der Burgwall Clausdorf, der vielleicht die Nachfolgeanlage darstellt.